# Soigneur

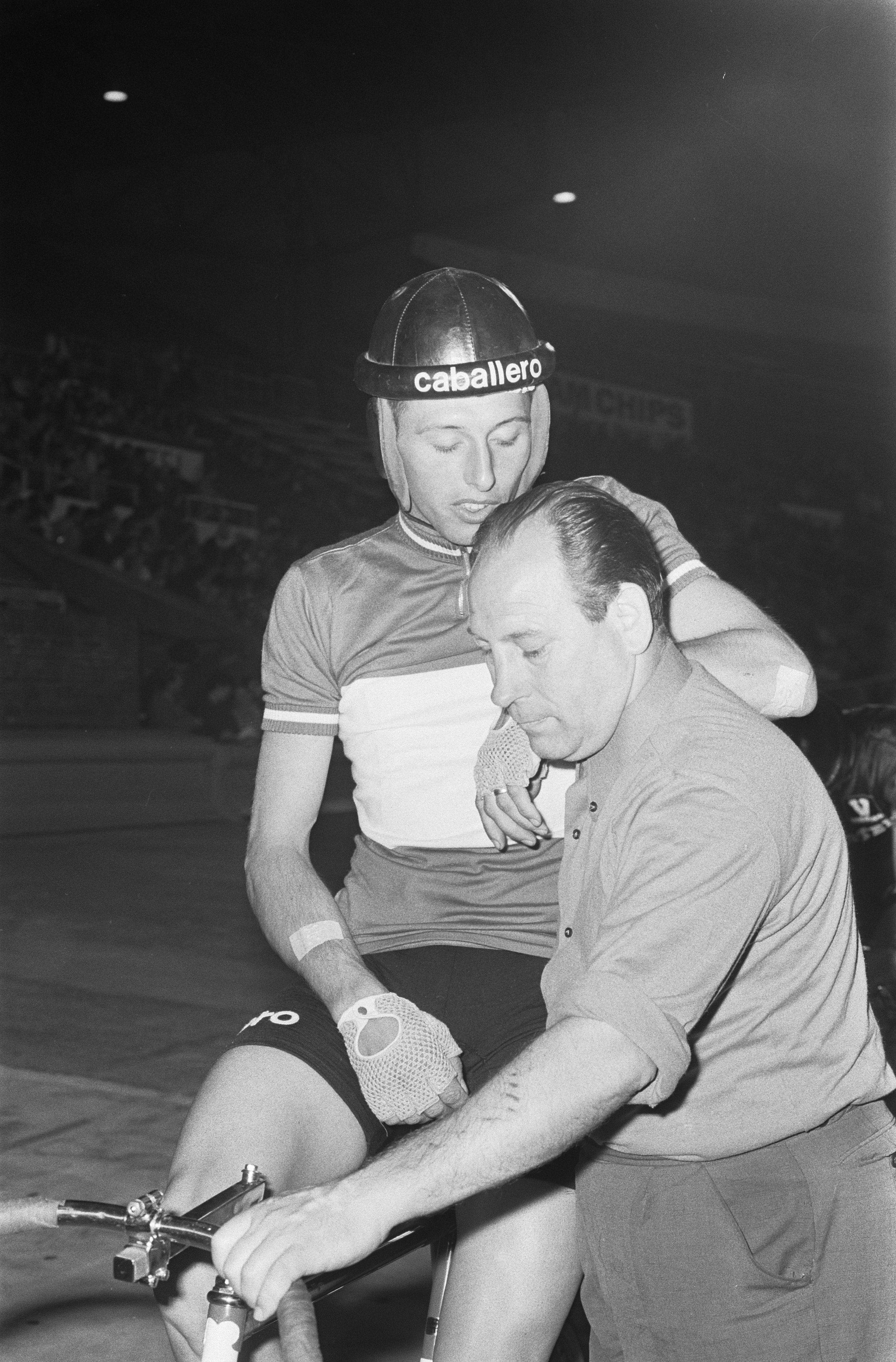
Een renner met zijn soigneur in 1969

Een soigneur is een lid van een wielerploeg, verantwoordelijk voor het soigneren van wielrenners. Het verzorgen van de wielrenners houdt onder andere het verstrekken van voedsel, water en massages aan de sporters van een wielerploeg in. Vaak zijn soigneurs gespecialiseerd in sportvoeding. Ook moeten soigneurs voor het KNWU in het bezit zijn van het diploma sportmassage of fysiotherapie in combinatie met Basiscursus Soigneurs om deze functie uit te oefenen. Ook voor het transport van de renners is de soigneur verantwoordelijk.